# Ballon d’Or 1957

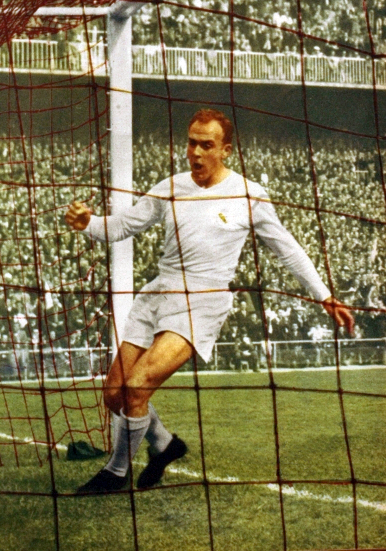
Europas Fußballer des Jahres
Alfredo Di Stéfano

Die zweite Verleihung des Ballon d’Or (französisch für Goldener Ball) der Zeitschrift France Football erfolgte 1957. Sieger wurde der argentinisch-spanische Spieler Alfredo Di Stéfano.

## Ergebnis
Am 17. Dezember 1957 veröffentlichte France Football das Ergebnis:
1. Alfredo Di Stéfano (Real Madrid) (72 von 80 maximal möglichen Punkten)
2. Billy Wright (Wolverhampton Wanderers) (19)
3. Duncan Edwards (Manchester United) (16)
  Raymond Kopa (Real Madrid) (16)
4. László Kubala (FC Barcelona) (15)
5. John Charles (Juventus Turin) (14)
6. Eduard Strelzow (Torpedo Moskau)  (12)
7. Tommy Taylor (Manchester United) (10)
8. József Bozsik (Honvéd Budapest) (9)
  Igor Netto (Spartak Moskau) (9)
9. Lew Jaschin (Dynamo Moskau) (8)
10. Gyula Grosics (Tatabányai SC) (7)
  Francisco Gento (Real Madrid) (7)
11. Miloš Milutinović (Partizan Belgrad) (4)
  Danny Blanchflower (Tottenham Hotspur) (4)
  Juan Schiaffino (AC Mailand) (4)
12. Stanley Matthews (FC Blackpool) (3)
  Johnny Haynes (FC Fulham) (3)
  Gerhard Hanappi (Rapid Wien) (3)
13. Sándor Kocsis (Young Fellows Zürich) (2)
  Horst Szymaniak (Wuppertaler SV) (2)
14. Kurt Hamrin (Calcio Padova) (1)
  Ladislav Novák (Dukla Prag) (1)